# Auribacterota
Auribacterota o Candidatus Auribacterota es el nombre provisional por el que se denomina a un filo de bacterias recientemente descubierta. Se identifico a través de análisis genómicos y metagenómicos, lo que significa que no se ha cultivado en laboratorios, sino que se ha descubierto a partir de secuencias genéticas obtenidas de muestras ambientes. Dado que su estudio aún esta en desarrollo, se necesita más investigación para comprender mas acerca de su función ecológica y su relación con otras bacterias.
El citado filo ha sido descrito en las obras de Murray, R. G. y Stackebrandt, E. Taxonomic notes: a proposal for recording the properties of putative taxa of procaryotes (1994) y Taxonomic note: implementation of the provisional status Candidatus for incompletely described procaryotes (1995).
Más tarde sería descrito y recibiría una propuesta de nombre en el artículo de Momper, L., Jungbluth, S. P., Lee, M. D., y Amend, J. P. Energy and carbon metabolisms in a deep terrestrial subsurface fluid microbial community (2017). El citado nombre sería apoyado en el artículo de Williams, T. J., Allen, M. A., Panwar, P., y Cavicchioli, R. Into the darkness: the ecologies of novel 'microbial dark matter' phyla in an Antarctic lake (2022).